# Williamson megye (Tennessee)
Williamson megye az Amerikai Egyesült Államokban, azon belül Tennessee államban található. Megyeszékhelye és legnagyobb városa Franklin. Lakosainak száma 247 726 fő (2020. április 1.). Williamson megye Davidson, Maury, Rutherford, Marshall, Cheatham, Dickson és Hickman megyékkel határos.

## Népesség
A megye népességének változása:
| Lakosok száma | 184 090 | 188 357 | 192 997 | 198 901 | 211 672 | 247 726 |
|               | 2010    | 2011    | 2012    | 2013    | 2015    | 2020    |